# 1703 au Canada
Pour un article plus général, voir Chronologie du Canada.
Cet article traite des événements qui se sont produits durant l'année 1703 au Canada.

## Événements
- 25 avril : première mention de Kaskaskia au Pays des Illinois[1].
- 27 mai : Philippe de Rigaud de Vaudreuil devient gouverneur général de Nouvelle-France (provisoire jusqu'au 16 septembre 1705, fin en 1725)[2].
- 10 août : attaque de Wells. Début de la campagne de la côte nord est (en) de la Nouvelle-Angleterre[3]. Des français et abénakis attaquent des localités situées dans le Maine actuel (fin le 6 octobre).
- Fondation de la paroisse Sainte-Anne-de-Bellevue ou Sainte-Anne du bout de l'île près du rapide reliant le Lac Saint-Louis au Lac des Deux-Montagnes. Construction un peu plus au nord du Fort Senneville.

## Naissances
- Emmanuel Crespel, aumônier militaire († 29 avril 1775).
- Augustin de Boschenry de Drucourt, gouverneur de l'Île Royale († 28 août 1762).
- Janvier : François Bigot, dernier intendant de la Nouvelle-France († 12 janvier 1778).
- 8 février : François-Pierre de Rigaud de Vaudreuil, gouverneur de Montréal et Trois-Rivières († 24 août 1779).
- 10 mai : John Winslow, militaire britannique († 17 avril 1774).
- 6 juin : Louis, chevalier de La Corne, officier militaire reconnu qui prit part à la Guerre de Sept Ans († 15 novembre 1761).
- 24 août : François-Marie Le Marchand de Lignery, commandant militaire († 28 juillet 1759).
- 5 octobre : Marie-Geneviève Joybert de Soulanges, seigneuresse de Soulanges († 11 novembre 1766).

## Décès
- 2 janvier : Charles Bécart de Granville et de Fonville, cartographe (° 31 mai 1675).
- 9 janvier : Charles Denys de Vitré, commerçant et seigneur (° 8 mars 1645).
- 16 janvier : Pierre-Jacques Joybert de Soulanges de Marson, seigneur de Soulanges (° 8 juillet 1677).
- Mai : Jacques de Meulles, intendant de la Nouvelle-France (° 1682).
- 26 mai : Hector de Callières, gouverneur de la Nouvelle-France (° 12 novembre 1648).
- 11 juillet : Jean Gobin, homme d'affaires (° 1646).
- 5 décembre : Charles Juchereau de Saint-Denis, officier (° 5 décembre 1655).